# داء بلاونت
داء بلاونت هو اضطراب في نمو قصبة الساق والذي يؤدي إلي تقوس القدم السفلي إلي الداخل، ويشبه لين العظام أو الفحج. ويعرف أيضا باسم ظنبوط افجح أو فجح في قصبة الساق.
وسميت باسم والتر بوتنام بلاونت (1990-1992)، جراح عظام أطفال أمريكي. وكانت تعرف باسم متلازمة مايو نيلسون.الذي نشر تقريرا عن هذه الحالة.

## الأسباب
يحدث مرض بلونت في الأطفال الصغار والمراهقين. والسبب غير معروف ولكن يعتقد بأنه تأثير الوزن علي صفيحة النمو. الجزء الداخلي من قصبة القدم فوق الركبة قد فشل في النمو بشكل طبيعي مما أدى إلي تقوس الساق.
وبعكس لين العظام الذي يميل إلي التحسن مع النمو، فمرض بلونت هو مرض تدريجي وتزداد الحالة سوءا. وقد يؤدي إلي تقوس شديد في إحدى الساقين أو كلاهما.
وهذه الظاهرة هي الأكثر شيوعا بين الأطفال من أصل إفريقي، ومرتبطة أيضا بالسمنة، والمشي المبكر، وقصر القامة، فلا يوجد أي عامل جيني واضح.

## الأعراض
انحناء في أحد الساقين أو كليهما وقد يكون:
- يحدث تدريجيا
- غير متماثل
- يحدث أوليا أسفل الركبة

## العلامات
يظهر الفحص الجسمي انحناء الساق للداخل، وتؤكد الأشعة السينية التشخيص.

## العلاج
يعالج الأطفال الذين يعانون من انحناء شديد قبل سن الثالثة باستخدام مبحث المقاويم للركبة والكاحل والقدم ولكن قد يفشل التثبيت. أما إذا تم اكتشاف المرض في سن متأخر في الأطفال فيمكن إجراء جراحة وتنطوي علي قطع عظم الساق لإعادة تنظيمه، وقد يتضمن تطويل الساق أيضا.
ومن ناحية أخرى، يمكن تقيد نمو النصف الخارجي للساق جراحيا مع السماح للنمو الطبيعي للطفل لعكس عملية التقوس، هذه العملية هي الأبسط و الأكثر فعالية في الأطفال الذين يعانون من تقوس بسيط ونمو ملحوظ متبقي.
يتوقع الوصول للشكل جمالي ووظيفة طبيعية إذا كانت الركبة في الوضع الصحيح.

## المضاعفات
الفشل في علاج مرض بلونت يؤدي إلي تشوه تدريجي.
قد يعاود مرض بلونت الظهور مرة اخرى بعد العملية، وخصوصا في الأطفال الصغار. وقد ينتج عدم تماثل بين الساقين بسبب التقوس. وقد يؤدي هذا إلي العجز إذا كان الفرق كبير ( أكبر من 1 بوصة )، إذا لم يعالج.